# 西武5形蒸気機関車
西武5形蒸気機関車（せいぶ5がたじょうききかんしゃ）は、かつて西武鉄道に在籍していた蒸気機関車である。

## 概要
1973年（昭和48年）に台湾糖業公司渓湖糖廠より購入したコッペル社（Orenstein & Koppel）製タンク機。入線にあたり西武所沢車両工場で小改造の上、山口線に入線した。527号機は1922年製、532号機は1928年製である。山口線の新交通システム化に伴い廃車となる。

### 廃車後
当初は31形客車8両と共にユネスコ村駅跡で静態保存されたが、1990年（平成2年）より開始されたユネスコ村の改装工事により移設されている。
527号機は西武園ゆうえんち内のレストランに移設展示された後、2011年（平成23年）6月に台湾の高雄市にある財団法人陳中和慈善基金会が所有する博物館に移設された。
532号機は1993年（平成5年）10月に31形客車4両（35 - 38号車）と共に北海道丸瀬布町（現遠軽町）に譲渡され、丸瀬布森林公園いこいの森に静態保存されていた。その後2023年（令和5年）に関水金属が引き取り、修繕の後2024年（令和6年）5月に埼玉県鶴ヶ島市のKATO Railway Parkに移動、静態保存されている。

## 性能諸元
- 全長：6,154mm
- 全高：3,100mm
- 全幅：1,995mm
- 軌間：762mm
- 車軸配置：0-6-2 (C1)
- 動輪直径：719mm
- 弁装置：ワルシャート式

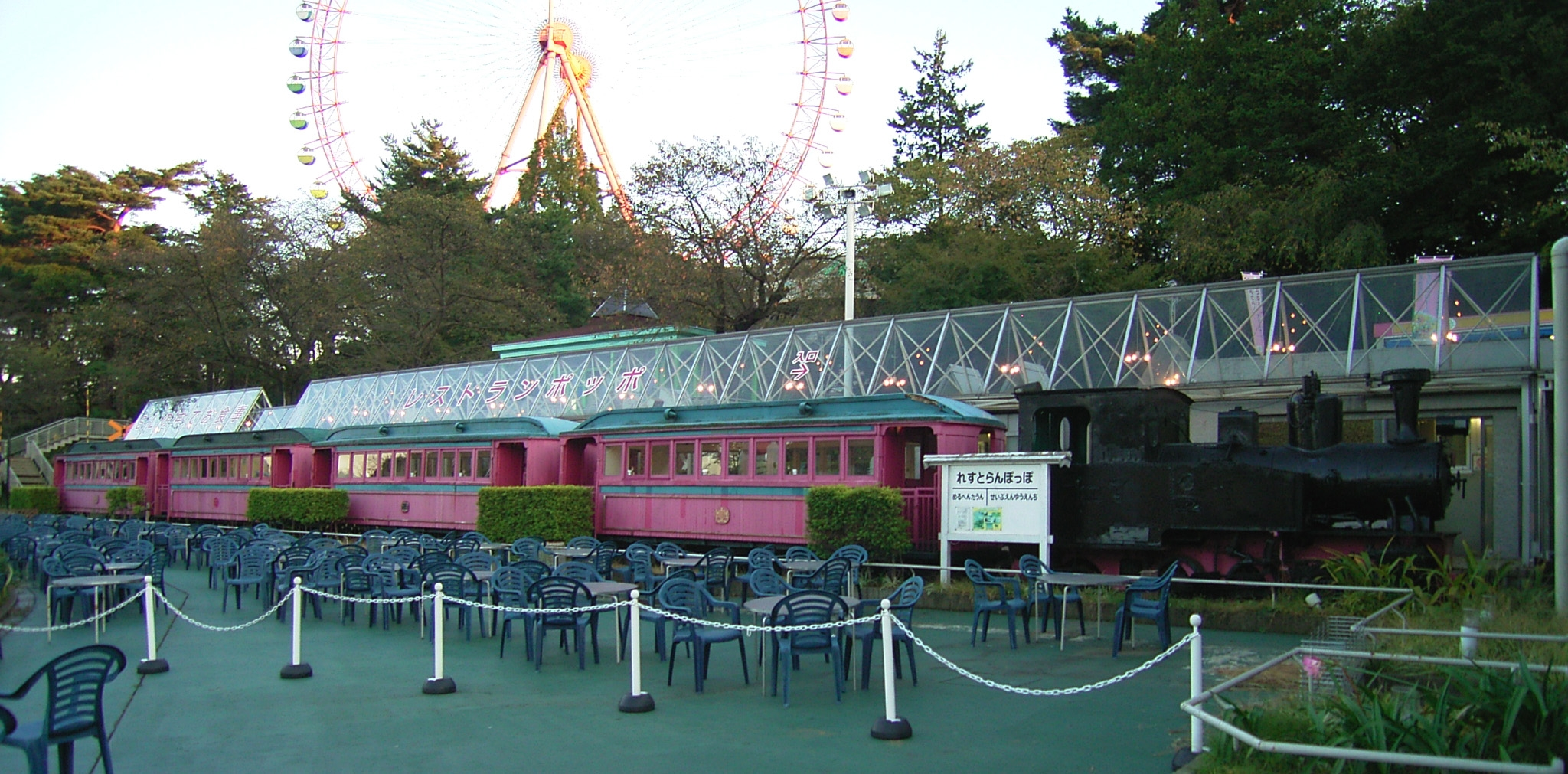
西武園ゆうえんちに展示されていたころの
西武5形蒸気機関車・527号機

- シリンダー（直径×行程）：356mm×?mm
- ボイラー圧力：12.0kg/cm2
- 機関車空車重量：15.44t
- 制動機：蒸気ブレーキ・手ブレーキ